# Sedilo
Sedilo är en ort och kommun i provinsen Oristano i regionen Sardinien i Italien. Kommunen hade 2 094 invånare (2017).